# ボンブ・グラッセ
ボンブ・グラッセ（フランス語: Bombe glacée）、または単にボンブ（Bombe）は、アイスクリームを用いて作ったフランスの菓子。ボンブ・グラッセを作る際に使われる球形の型（ボンブ型（フランス語: bombe à glace））が砲弾に似ていることからその名が付けられた。
ボンブ・グラッセを普及させたのはオーギュスト・エスコフィエであり、彼は著書『ル・ギード・キュリネール』にて60個以上のレシピを掲載した。また、ボンブ・グラッセが初めてレストランに登場したのは1882年である。

## 概要
カトリーヌ・ド・メディシスがアンリ2世 (フランス王)に嫁いだ際にフランスに持ち込まれた菓子の1つにズコットがあり、その型がいつしかボンブ型と呼ばれるようになり、ボンブ型（フランス語: bombe à glace）と呼ばれる球形の型にアイスクリームやソルベを層にして詰めた料理である。外側のアイスクリームやソルベには固めのものを、内側のアイスクリームやソルベに柔らかめのものを用いる 。
ボンブ型には、浅いもの、深いもの、ロケット型、円錐形などさまざま形状がある。冷やし固めてからの型抜きがしやすいよう、空気穴を設けた型もある。